# Love Unlimited (Fun Lovin' Criminals)
Love Unlimited is een nummer van de Amerikaanse raprockband Fun Lovin' Criminals uit 1998. Het is de eerste single van hun tweede studioalbum 100% Colombian.
"Love Unlimited" is een hommage aan Barry White. Het nummer flopte in Amerika, maar bereikte wel een 18e positie in het Verenigd Koninkrijk, waar ze verrassend populair waren. De band komt uit New York, maar had moeite om publiek te vinden in hun thuisland, dus richtten ze hun inspanningen op Europa en verhuisden uiteindelijk daarheen. In het Nederlandse taalgebied werd de plaat een mager succesje; met in Nederland een 14e positie in de Tipparade, en in Vlaanderen een 17e positie in de Tipparade.